# Дерновичі (Наровлянський район)
Дерновичі (біл. Дзёрнавічы) — колишнє село у складі Вербовицької сільської ради Наровлянського району Гомельської області Білорусі.
У зв'язку з радіаційним забрудненням після катастрофи на Чорнобильській АЕС жителі (308 сімей) переселені в чисті місця, переважно до Свєтлогорського району.
Поблизу села розташовані родовища глини.

## Географія

### Розташування
Розташоване на території Поліського радіаційно-екологічного заповідника, за 27 км на південний схід від Наровлі, за 50 км від залізничної станції Єльськ (на лінії Калинковичі — Овруч), за 218 км від Гомеля.

## Транспортна мережа
Автодорога сполучає село з Наровлею. Планування складається з 2 довгих прямолінійних і 1 короткої вулиці мерідіональної орієнтації, з'єднаних поперечними вулицями. До довгих вулиць приєднуються 3 провулки. Забудова дерев'яна, переважно двостороння, садибного типу.

## Історія
Археологами знайдена стоянка кам'яної доби (за 0,5-1,2 км на північний схід від села), що свідчить про заселення цих місць у давні часи. За письмовими джерелами відома з XVIII століття як село в Мозирському повіті Мінського воєводства Великого князівства Литовського.
После 2-го разділу Речі Посполитої (1793 рік) у складі Російської імперії. В 1795 році село в Речицькому повіті Мінської губернії, поміщицька власність. З 1838 року діяла церква. У 1850 році центр Дерновицької волості, до складу якої в 1885 році входили 30 поселень з 578 дворами. Поміщик Ю. Реут володів у 1876 році в селі та околицях 1685 десятинами землі і трактиром. У 1885 році працювали церква, смоловарня, пристань на річці Прип'ять. Згідно з переписом 1897 року діяли школа грамоти (з 1884 року), хлібозапасний магазин, трактир. У 1906 році відкрито земську школу, для якої в 1909 році побудовано будівлю. В 1914 році відкрито медичний пункт.
З 20 серпня 1924 року до 1987 року центр Дёрновицької сільради Наровлянського, з 25 грудня 1962 року Єльського, з 6 січня 1965 року Наровлянського району Мозирського (з 26 липня 1930 року і з 21 червня 1935 року до 20 лютого 1938 року) округу, з 20 лютого 1938 року Поліської, з 8 січня 1934 року Гомельської областей.
У 1926 році створено радгосп «Дерновичі». У 1930 році організовані колгоспи «Новий шлях» і «Червоний схід», працювали 3 кузні, 2 сталемашні, шерстечесальня, маслозавод. В середині 1930-х років створена Дерновицька МТС. У 1939 році до села прєднано хутір Красилівка (який входив до складу сільської ради). Під час Другої світової війни діяла підпільна група (керівник В. Аксьонов). Німецькі загарбники створили в селі свій опорний пункт, розгромлений партизанами. В 1943 році карателі частково спалили село. Село звільнене 30 листопада 1943 року. В бою поблизу села восени 1943 року відзначився наводчик станкового кулемета І. М. Антипін (присвоєно звання Героя Радянського Союзу). 78 жителів загинули на фронті. У 1986 році село було центром радгоспу «Дерновичі» (створений на початку 1959 року на виробничій базі Дерновицької МТС). Разташовувались середня школа, клуб, бібліотека, лікарня, фельдшерсько-акушерський пункт, аптека, відділення зв'язку, лісництво, 2 магазини.

## Населення
- 1850 рік — 40 дворів 330 жителів.
- 1885 рік — 63 двори, 445 жителів.
- 1897 рік — 126 дворів, 680 жителів (згідно з переписом).
- 1908 рік — 158 дворів, 1070 жителів.
- 1959 рік — 1016 жителів (згідно з переписом).
- 1986 рік — 303 двори, 732 жителі.
- 1986 — жителі (308 сімей) переселені.